# Top Design
Top Design är en amerikansk reality-show, med start 31 januari 2007, där ett antal inredningsdesigners får olika uppdrag att utföra. I varje avsnitt röstas en deltagare ut. I slutet av säsongen gör de kvarvarande finalisterna upp i en större final och vinnaren utses.